# エリコン SSG
エリコン SSG（ドイツ語: Oerlikon Schweres Selbtsladen Gewehr）は、スイスのエリコン社が開発した対戦車ライフル。

## 概要
1924年より、エリコン社では、第一次世界大戦中のドイツ国で開発されたベッカー20mm機関砲を発展させた機関砲の開発を進めていたが、これらはいずれも自動機構にAPIブローバック方式を採用していた。そしてこの方式を導入した対戦車ライフルとして開発されたのが本砲である。
作動方式は半自動のみとなり、給弾方式は機関部左側面から5発もしくは10発装弾の箱型弾倉を用いるものに変更されており、地上に設置して歩兵が肩付けで射撃できるよう、銃身下に二脚、機関部後端下には単脚が装着され、ピストルグリップ型の銃把を持つ手動式撃発機構、照星および照門が追加された。本体後部には緩衝器（ショックアブソーバー）を内蔵した銃床が装備されている。
1932年には20x72mmRB弾を使用するSSG32（Schweres Selbtsladen Gewehr 32）が完成した。SSG32は徹甲弾を用いて100/300/500ｍの距離でそれぞれ20/17/15mmの装甲板を貫通できたが、開発当時でも威力不足は否めず、1936年にはエリコンFFSを基にし、使用弾薬を20×110mmRB弾とし、銃床内の緩衝器を強化、追加の安全装置を装備するといった改修を加えたSSG36が開発された。SSG36は-32に対し装甲貫通力が100/300/500ｍで27/23/19mmに向上している。SSG32、-36共に、作動方式を半自動のみとしたためにエリコンFFシリーズの特徴であった銃身基部の外装式リコイルスプリングが廃止されているといった差異はあるが、APIブローバック方式としての内部構造はほぼ同じである。
歩兵用携行火器としては大口径の弾薬を用いることから、装甲貫通後の破壊力も高く、榴弾を用いて装甲目標以外にも高い威力を示せる、という利点はあったが、大型で重く、作動機構の特性から、トリガーを引いて実際に発砲されるまでにわずかに時間差があり、遊底が大型で移動距離が長く、慣性質量が大きいことから射撃時の本体の前後動が激しく、射撃精度が低いという問題があった。APIブローバック方式は反動の低減に優れるため、銃床に内蔵されたコイルスプリング式ショックアブソーバーの効果もあり、20mm口径の弾薬を使用するものとしては体感反動は小さく抑えられていたが、それでも個人が肩付けで射撃できるものとしては限界に近いものであった。
SSG36は開発国のスイスの他チェコスロバキアとフィンランドに採用されたが、いずれにおいても大量配備はなされず、本格的に導入した国はなかった。少数のSSG36はボリビアに購入され、1932年から1938年にかけてボリビアとパラグアイの間で戦われたチャコ戦争で使用された。